# Трофим, Саватије и Доримедонт
Трофим, Саватије и Доримедонт (Trophimos, Sabbatios, Sabbaticus, Dorymedon) су ранохришћански светитељи и мученици. Убијени су крајем 3. века, за време владавине римског цара Проба.
У хришћанској традицији њихово мучење се описује на следећи начин:
Трофим и Саватије су допутовали у Псидијску Антиохију за време једног празника у част бога Аполон. Видевши прославу празника и приношење жртви Аполону, они су почели да се моле Богу. Током молитве незнабошци су приметили да су њих двојца друге вере, тако да су их одвели тадашњем управнику антиохије Атику Илидору. Када су их довели пред Атика, он је наредио да их раздвоје и прво изведу Трофима. Приликом испитивања Трофим се изјаснио као хришћанин. Након тога начелник је наредио да се Трофим простре на земљу и да се бије без милости. Мучитељи су тукли Трофима док се земља није натопила крвљу. Након тога је од њега захтевано да принесе жртву Аполону или ће бити послат у Фригију, мучитељу Дионисију који је био познат по својој свирепости. Трофим је то одбио, што је разгневило судију који је наредио да се Трофим обеси о дрво и да му се кидају делови тела. Кидано му је месо све до костију, међутим Трофим је подносио мучење и молио се Богу. Након мучења је послат у тамницу.
Након тога је на суд изведен Саватије. Када га је судија питао за звање он је одговорио Судијо, моје звање, и достојанство, и домовина, и слава, и богатство јесте Христос Син Божји, вазда живи, чијим промислом васиона стоји и управља се. Судија је изнервиран овим одговором ошамарио Саватија и наредио му да принесе жртву римским боговима. Када је Саватије то одбио наређено је да се окачи на дрво и да се струже гвозденим ноктима. Тако је струган док му цело тело месо није покидано, све до костију. У том мучењу је Саватије преминуо.
Након Саватијеве смрти, судија је послао Трофима у Фригију, код мучитеља Дионисија. Наређено је да му на ноге обуку гвоздене чизме са ексерима и тако воде у Фригију. Војници су јахали на коњима док је Трофим био принуђен да иде поред њих у гвозденим чизмама са ексерима. Након три дана пута су стигли до града Синад у Фригији. Тамо је Трофим предат мучитељу Дионисију. Пошто је одбио Дионисијеву понуду да се одрекне вере у Исуса Христа у замену за слободу, Дионисије је наредио да га бију дебелим жилама. Након тога мучитељи су му помешано сирће са слачицом сипали у нос. Потом је обешен на дрво, а мучитељи су му резали слабине и на ране сипали сирће и со, да би га на крају палили свећама. Током мучења Трофим се непрестано молио Богу. Након тога је стављен у тамницу.
У тамници га је често обилазио и бринуо о њему Доримедонт, који је био сенатор. Он је био хришћанин, који се скривао због страха од мучења. Током празника Диоскорија, посвећеног римскоим боговима Кастору и Полуксу, мучитељ Дионисије је приметио да међу велможама који се поклањају идолима нема Доримента. Дионисије је наредио да га позову. Међутим Доримент је одбио да дође, пошто је хришћанин. Након тога је одведен у тамницу. У тамницу је слао своје пријатеље да га саветују да се одрекне хришћанства што је Доримедонт одбио.
Пошто није пристао да се одрекне хришћанства, мучитељ је наредио да га обнаже, обесе и да му пеку ребра усијаним гвозденим колцима. Док је мучен Доримедонт је исмевао идоле. То је разјарило мучитеље те су му гвозденим ноктима одрали лице и избили зубе. Након тога су заложили ватру испод њега и ставили га да хода по жару. Након тога су га бацили у тамницу, и поново извели Трофима на мучење. Гвозденим ноктима су му драли дело и усијаним шипкама изболи очи. Након тога је поново бачен у тамницу.
Потом је Дионисије одлучио да се Трофим и Доримедонт баце пред изгладнеле звери на јавном гледалишту. Хришћани верују да су на њих пуштани прво медведица, затим рис и лав али да ове животиње нису хтеле да нападну. Након тога је Дионисије наредио да им се главе одсеку мачевима. Тако су убијени Доримент и Трофим.
Српска православна црква слави их 19. септембра по црквеном, а 2. октобра по грегоријанском календару.